# Bernardo Rategno da Como
Bernardo Rategno lub Retegno (zm. 1515) – włoski dominikanin, teolog i inkwizytor. Znany też jako Bernardo da Como (łac. Bernardus Comensis).

## Życiorys
Pochodził z Como i wstąpił do zakonu dominikanów na długo przed 1474, gdy kapituła generalna tego zakonu mianowała go lektorem sentencji w pałacu papieskim w Rzymie. Należał do zreformowanej, tzw. obserwanckiej gałęzi zakonu dominikańskiego i w 1479 był przypisany do konwentu św. Dominika w Bolonii. Następnie był przeorem konwentów dominikańskich kolejno w Como (1490), Modenie (1493-94), Faenzy (1494-96), Cremonie (1501-02) i ponownie w Como (1506). 20 maja 1505 został mianowany inkwizytorem diecezji Como. W 1506 kierował procesami o czary w Valchiavenna, Berbenno oraz w Ponte in Valtellina. W 1512 został zastąpiony na stanowisku inkwizytora Como przez Antonio da Casale. Zmarł w Como w 1515.

## Dzieła

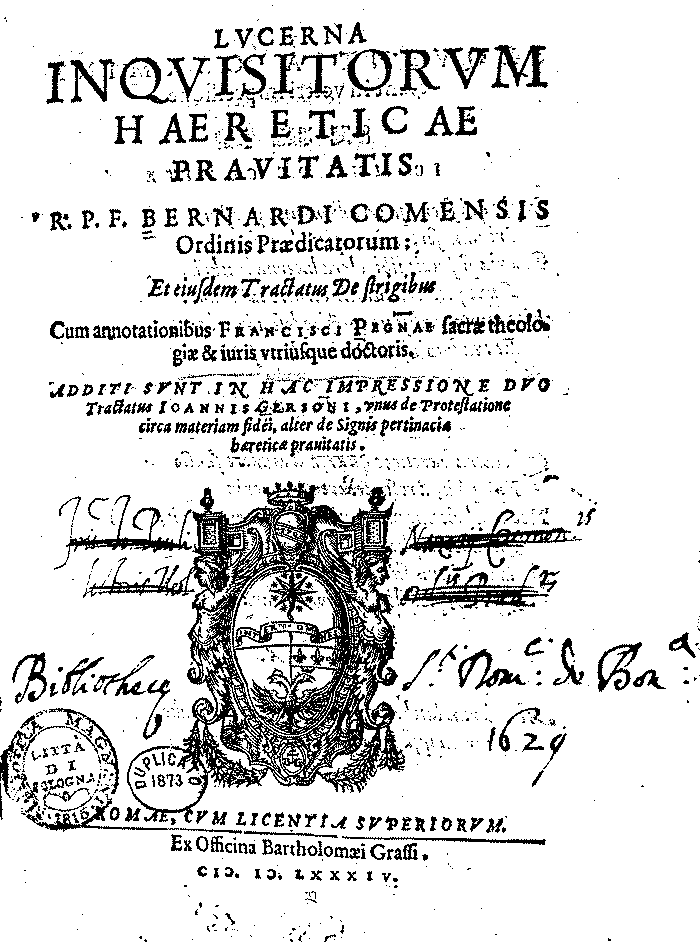
Strona tytułowa podręcznika Lucerna Inquisitorum Haereticae Pravitatis autorstwa Bernardo Rategno da Como (wydanie rzymskie z 1584)

Bernardo Rategno jest autorem podręcznika dla inkwizytorów zatytułowanego Lucerna Inquisitorum Haeretice Pravitatis (napisanego ok. 1511) oraz traktatu teologicznego O Czarownicach (napisanego ok. 1508), w którym argumentował na rzecz realności zbrodni czarów i lotów na sabat oraz przekonywał o konieczności prześladowania czarownic. Oba te dzieła wydano drukiem w Mediolanie w 1566, w Rzymie w 1584 i w Wenecji w 1596. W traktacie O Czarownicach Bernardo wspomniał, jakoby z archiwów inkwizycji w Como wynikało, że sekta czarownic istniała od około połowy XIV wieku.
Pomimo przekonania o realności czarów, Bernardo Rategno w swych dziełach zwracał uwagę na konieczność zachowania norm proceduralnych w procesach o czary i zalecał inkwizytorom daleko posuniętą ostrożność. Wskazywał, że nie należy nikogo oskarżać wyłącznie na podstawie zeznań innej czarownicy, jak również był przeciwny nadużywaniu tortur.